# The Unraveling
The Unraveling - debiutancki album amerykańskiego zespołu punkrockowego Rise Against. Opublikowany został 24 kwietnia 2001 za pośrednictwem wytwórni Fat Wreck Chords. Producentem albumu jest Mass Giorgini. Jest to także jedyny album Rise Against, gdzie wokalista Tim McIlrath nie gra na gitarze. Dwa utwory "The Art Of Losing" oraz "My Life Inside Your Heart" zostały wykorzystywane do nieopublikowanej gry na konsolę Dreamcast, "Propeller Arena".

## Lista utworów
1. "Alive and Well" – 2:06
2. "My Life Inside Your Heart" – 3:02
3. "Great Awakening" – 1:35
4. "Six Ways 'Till Sunday" – 2:36
5. "401 Kill" – 3:19
6. "The Art of Losing" – 1:50
7. "Remains of Summer Memories" – 1:17
8. "The Unraveling" – 3:12
9. "Reception Fades" – 2:10
10. "Stained Glass and Marble" – 1:36
11. "Everchanging" – 3:47
12. "Sometimes Selling Out Is Giving Up" – 1:09
13. "3 Day Weekend" – 1:03
14. "1000 Good Intentions" – 3:07
15. "Weight of Time" – 2:00
16. "Faint Resemblance" – 2:51
17. "Join the Ranks"* – 1:26
18. "Gethsemane"* – 2:30

## Personel
- Tim McIlrath – wokal, gitara elektryczna
- Mr. Precision – gitara elektryczna
- Joe Principe – gitara basowa, wokal
- Brandon Barnes – perkusja